# علاج نفسي أدلري
العلاج الأدرلري (بالإنجليزية: Adlerian) هو العلاج المتعلق بنظرية وممارسة ألفرد أدلر (1870 - 1937)، والتي تسمي مدرسته في العلاج النفسي باسم علم النفس الفردي.

## النظرة الكلية
تُعتبر الفكرة المركزية للنهج الأدلري هو أن نرى الشخصية كوحدة كاملة وليس كنتيجة لمحصلة القوات المكونة لها، ومن هنا كان الاسم علم النفس الفردي، وتبنت الأدلرية موقف متشدد يقطع الجدل نحو الطبيعة-التنشئة من خلال رؤية الفرد النامي في العمل علي خلق الشخصية بالاستجابة لمطالب الطبيعة-التنشئة ولكنه لا يحدد تماما بذلك، وتعمل الشخصية الفردية التكوين بصورة ذاتية وشديدة الحساسية.
في تصور المدرسة الأدلرية فإن الفرد يُوهب السعي تجاه تطوير الذات والمعنى الاجتماعي - ما سماه أدلر «مفهوم الفائدة الاجتماعية والرفاه العام للإنسانية» - والذي يعبر عنه في شكل الشعور بالانتماء، والفائدة والمساهمة، وحتى الوعي الواسع.

## التعويض
كشفت حالات العصاب والحالات المرضية الأخرى عن الحراسة الآمنة أو الخطط الدفاعية (والتي تكون بصورة لا واعية إلي حد كبير) للفرد الذي يعتقد نفسه غير متكافئ مع مطالب الحياة، أو في نضال من أجل التعويض عن الشعور بالضعف، ماديا أو نفسيا.
في حالة النمو «الطبيعي» يكون لدي الطفل تشجيع مجرب ويقبل الطفل أن مشكلته يمكن التغلب عليها بمرور الوقت باستثمار استمرار المريض والتعاون مع الآخرين، والشخص «العادي» يشعر بأنه عضوا كاملا في الحياة، ويملك «الشجاعة ليكون غير مثالي» (صوفي ازارزفلد-).
في ظروف أقل حظا، فإن الطفل يحاصَر داخل شعور بالنقص ويعوضه من خلال السعي (بصورة واعية أو غير وعية) للتغلب علي مشاكل الحياة وحلها، والانتقال «من الشعور بأنه ناقص للشعور بأنه زائد». وهناك مستوى عال من التعويض ينتج مشاكل نفسية لاحقة.

## الانسحاب
يشعر الفرد في حالات الإحباط بأنه غير قادر على تكشف التنمية حقيقية والصالحة اجتماعيا، وينصب خيال من التفوق في بعض رواكد الحياة، والتي تقدم العزلة والمأوى من خطر الفشل وإبادة الهيبة الشخصية، وهذا العالم الخيالي تغذية الحاجة إلي حماية الأنا القلقة، من خلال منطق خاص يتعارض مع العقل أو الحس السليم، ومن خلال مخطط من إدراك شعوري يفسر وينقي ويقمع بيانات العالم الحقيقي، وهذه الفقاعة الهشة في انتظار أن تنفجر نتيجة تصاعد التوتر والاعتدائات داخل العالم الحقيقي.

## العلاج
تقع عملية التشجيع في قلب العلاج النفسي الأدلري، وترتكز على الشعور الإنسانية المشتركة العالمية، ومن خلال جعل المريض على بينة من خطة الحياة السرية فإن المعالج قادر على تقديم التوقعات البديلة والأفضل تكيفا مع العالم الأوسع من المصالح الاجتماعية.
هذه العملية من التشجيع أيضا تجعل من النهج الأدلري نهجا ذو قيمة لكل المهن التي تهتم بتطوير وتعليم الأطفال - التعليم العلاجي يعتبر واحد من الاهتمامات أدلر المركزية.

## استمرار التأثير
كتب هنري الينبرجر (Ellenberger) في السبعينات «الاختراق البطيء والمستمر للرؤى الأدلرية في التفكير النفسي المعاصر».
وتُواصل الأدلرية الازدهار في القرن الواحد والعشرين، ويوضف البعض تقنية انتقائية تدمج عناصر من العلاجات الأخرى، من الدينامكية النفسية إلي العلاج المعرفي، والبعض الآخر يركز على اتباع النهج الأكثر كلاسيكية.

## اقرأ أيضا
A. Adler, 'Individual Psychology', in G. B. Levitas ed., The World of Psychology (1963)

## وصلات خارجية
- Adlerians in France
- Adlerians in Germany نسخة محفوظة 1 ديسمبر 2021 على موقع واي باك مشين.
- Adlerians in Ireland
- Adlerians in Japan
- Adlerians in Romania
- Adlerians in the UK
- Adlerians in Uruguay
- North American Society of Adlerian Psychology
- Development of Adlerian Psychology in the 20th Century